# Hermanos Farrelly

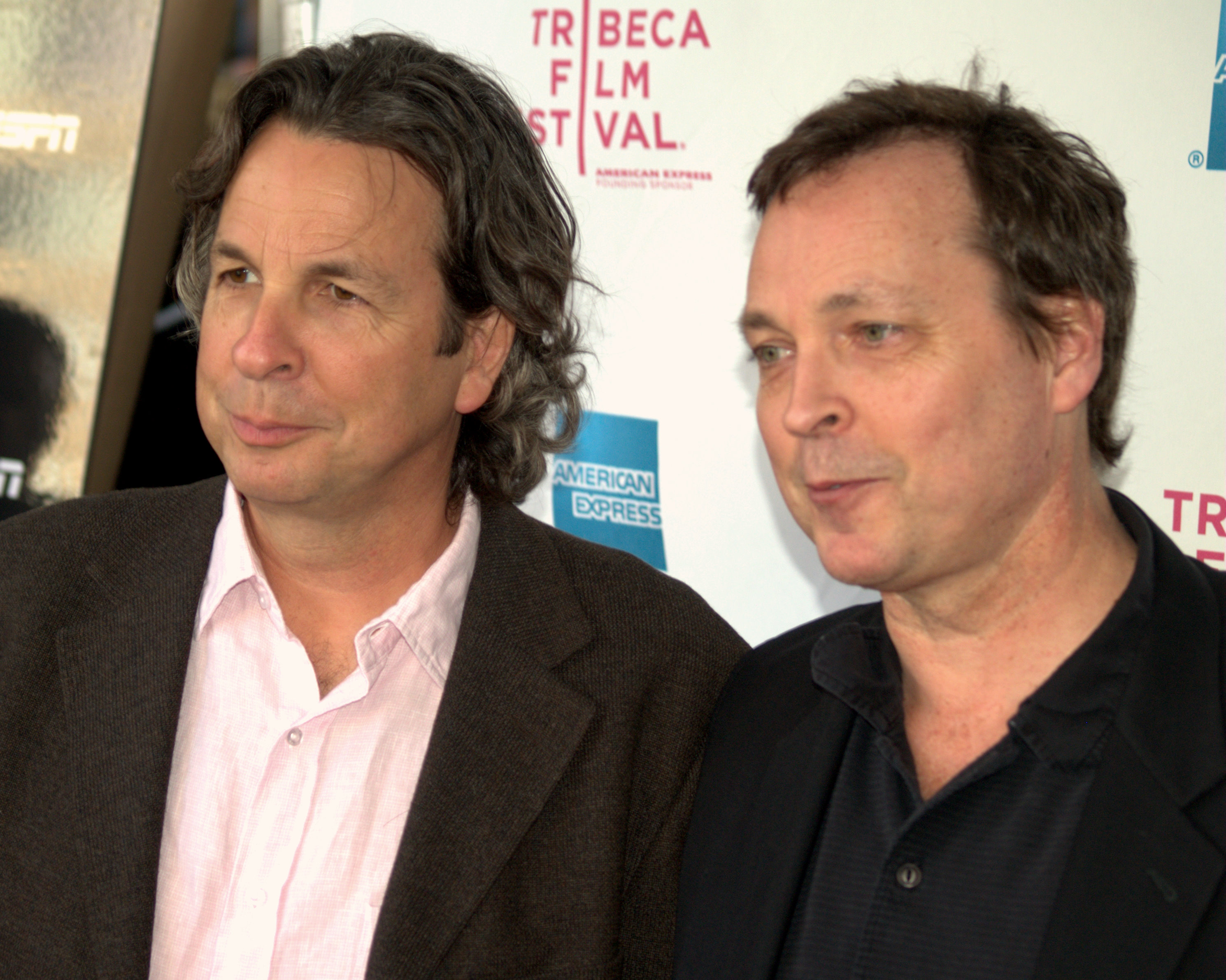
Peter y Bobby Farrelly en el Festival de Cine de Tribeca en 2009.

Peter Farrelly (17 de diciembre de 1956) y Bobby Farrelly (17 de junio de 1958), conocidos artísticamente como los hermanos Farrelly, son dos directores y guionistas de cine estadounidenses. Juntos han realizado once películas, entre las que se incluyen las notables Dumb and Dumber, Kingpin, Hall Pass, Me, Myself & Irene, Shallow Hal, There's Something About Mary y The Heartbreak Kid.

## Temáticas
Cada una de las primeras cuatro películas de los hermanos (Dumb and Dumber, Kingpin, There's Something About Mary y Me, Myself & Irene) centra su trama en un viaje por carretera. Todos estos viajes se originan en Rhode Island, excepto Kingpin, que comienza en Pensilvania. Sus películas hacen un uso frecuente del humor escatológico y presentan a menudo personajes burdos de la clase trabajadora. Muchas de sus películas contienen escenas de flashback que muestran cómo un personaje se vio afectado por un evento traumático. Los hermanos Farrelly también son conocidos por sus bandas sonoras, que suelen tener selecciones distintivas de canciones clásicas y contemporáneas de power pop y folk rock. Los deportes también son un tema común en sus producciones, incluyendo cameos de deportistas como Cam Neely, Roger Clemens, Brett Favre, Anna Kournikova y Tom Brady.

## Filmografía
Los hermanos Farrelly han colaborado en las siguientes películas:
| Año  | Título                       | Directores | Productores | Escritores | Notas                            |
| ---- | ---------------------------- | ---------- | ----------- | ---------- | -------------------------------- |
| 1994 | Dumb and Dumber              | Sí         | Sí          | Sí         | Dirigida solo por Peter Farrelly |
| 1996 | Kingpin                      | Sí         |             |            |                                  |
| 1998 | There's Something About Mary | Sí         |             | Sí         |                                  |
| 1999 | Outside Providence           |            | Sí          | Sí         |                                  |
| 2000 | Me, Myself & Irene           | Sí         | Sí          | Sí         |                                  |
| 2001 | Say It Isn't So              |            | Sí          |            |                                  |
| 2001 | Osmosis Jones                | Sí         | Sí          |            | Escenas de acción en vivo        |
| 2001 | Shallow Hal                  | Sí         | Sí          | Sí         |                                  |
| 2003 | Stuck on You                 | Sí         | Sí          | Sí         |                                  |
| 2005 | Fever Pitch                  | Sí         |             |            |                                  |
| 2005 | The Ringer                   |            | Sí          |            |                                  |
| 2007 | The Heartbreak Kid           | Sí         |             | Sí         |                                  |
| 2011 | Hall Pass                    | Sí         | Sí          | Sí         |                                  |
| 2012 | The Three Stooges            | Sí         | Sí          | Sí         |                                  |
| 2013 | Movie 43                     | Sí         | Sí          | Sí         |                                  |
| 2014 | Dumb and Dumber To           | Sí         | Sí          | Sí         |                                  |
| 2018 | Green Book                   | Sí         | Sí          | Sí         | Dirigida solo por Peter Farrelly |